# Гринчевская, Екатерина Михайловна
Екатери́на Миха́йловна Гринче́вская (род. 28 ноября 1981, Горький, СССР) — российская телеведущая и тележурналист.

## Биография
Екатерина Гринчевская родилась 28 ноября 1981 года в городе Горьком (ныне Нижний Новгород).
В 2002 году окончила Волго-Вятскую академию госслужбы (факультет финансов).
В 2004 году окончила международно-правовой факультет МГИМО. Там же работала ведущим специалистом на кафедре конституционного права.
В 2005 году окончила Российский институт повышения квалификации работников телерадиовещания.
С марта 2007 года работала на телеканале «Россия-24».
В 2007 году окончила Институт повышения квалификации работников телевидения и радиовещания.
В 2019 году телеведущая попробовала себя в новом профессиональном качестве — стала советником министра культуры в одном из российских регионов. Имеет диплом тренера по психологии. 

## Семья
Первый муж — Сергей Александрович Капков (род. 1975), российский государственный деятель.
- Сын — Иван Сергеевич Капков (род. 2001)
- Дочь — Софья Сергеевна Капкова (род. 2004)[1].

Второй муж (с весны 2013 года) — Андрей.
- Сын — Пётр (род. 2014)[3].

## Награды и премии
- Победитель Всероссийского конкурса журналистских работ в рамках V Всероссийского фестиваля по тематике безопасности и спасения людей МЧС России «Созвездие мужества» в номинации «За профессиональные журналистские качества и информационную поддержку МЧС РФ» (6 декабря 2013 года)[4].